# Coriolan
Pour les articles homonymes, voir Coriolan (Shakespeare), Coriolan Ardouin et Coriolan Petran.
Caius Marcius Coriolanus soit Coriolan est une figure de la République romaine archaïque. Il appartient à la gens romaine patricienne des Marcii, descendants d'Ancus Marcius, quatrième roi de Rome.

## Biographie
Plutarque rapporte que son père mourut alors que Coriolan était en bas âge et qu'il fut élevé par sa mère Véturia. Toujours selon Plutarque, il participa à la bataille du lac Régille menée par le dictateur romain Aulus Postumius Albus contre les Latins d'Octavius Mamilius et Tarquin le Superbe. Il s'y distingue en protégeant un de ses camarades blessés qui allait être achevé, et reçoit une couronne de chêne des mains du dictateur pour sa bravoure et avoir sauvé un citoyen, et il en est ainsi à chaque bataille à laquelle il participe.
Lors de la première sécession de la plèbe, en 495 av. J.-C., il soutient Appius Claudius Sabinus et s'oppose au dictateur Manius Valerius Volusus Maximus, qui souhaitait faire un geste envers la plèbe mais qui abdiqua à la suite du refus de sa proposition. S'ensuivit l'insurrection du mont Sacré, et la création des tribuns de la plèbe,.
Coriolan reçoit le surnom de Coriolanus pour avoir pris la cité volsque de Corioles en 493 av. J.-C.. 
Le consul Postumius Cominius Auruncus, après avoir vaincu et repoussé plusieurs armées volsques et pris plusieurs villes ennemies, butait sur leur capitale, Corioles. Les Volsques d'Antium vinrent au secours des assiégés, qui tentèrent une sortie. Le jeune patricien, avec une petite troupe, réussit à repousser ceux qui tentaient la sortie, à les poursuivre jusqu'aux portes et à s'emparer des remparts, provoquant le trouble parmi l'armée de secours. C'est ainsi que Corioles tomba dans le giron de la République romaine,. Le consul lui offrit comme récompense beaucoup d’argent et un grand nombre de prisonniers mais il refusa tout, à l’exception d’une couronne et d’un cheval de guerre : quant aux prisonniers, il n’en demanda qu’un seul, qui était son ami, et lui rendit la liberté,,.

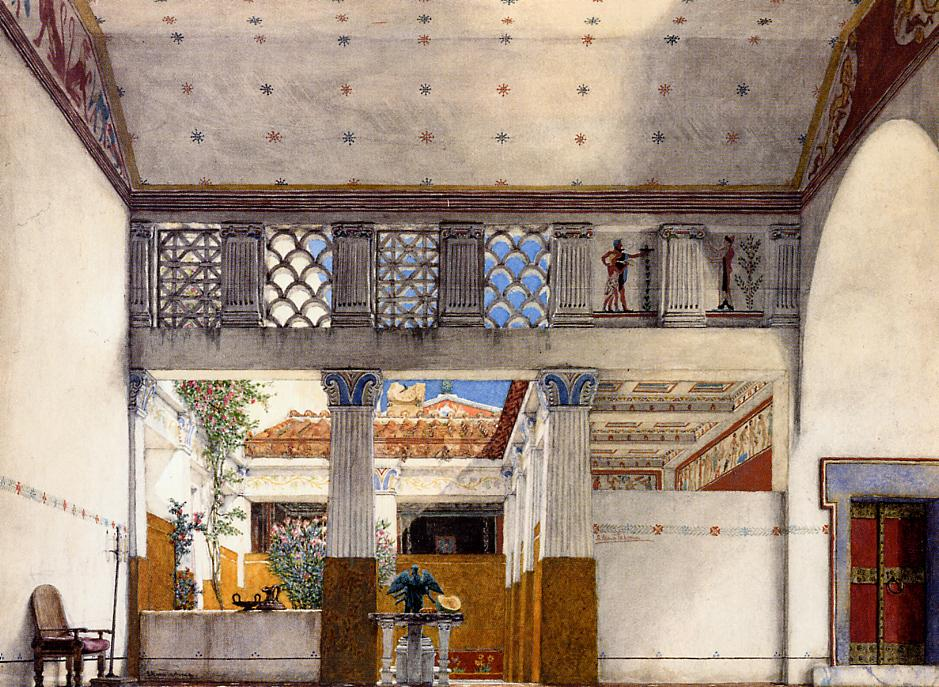
La maison de Coriolan, L. ALMA-TADEMA, 1907.

Il se présente ensuite au consulat, mais le peuple craint qu'il ne lui retire tous ses droits nouvellement acquis, d'autant plus qu'il est largement soutenu par le Sénat romain et les patriciens. Il échoue,.
En 492 av. J.-C., une disette frappe Rome car les champs n'ont pas été cultivés pendant les troubles internes, et l'année suivante une grande quantité de blé arrive de Sicile. Plusieurs sénateurs, avec à leur tête Coriolan, blessé par son échec récent au consulat, pensent que c'est le moment de recouvrer certains droits perdus lors de l'insurrection du mont Sacré trois ans plus tôt, et s'opposent ainsi vivement aux tribuns de la plèbe nouvellement créés,,. Ces derniers, profitant de la fureur de la plèbe affamée, citent Coriolan en justice, qui est condamné par contumace, et qui s'exile chez les Volsques,,.

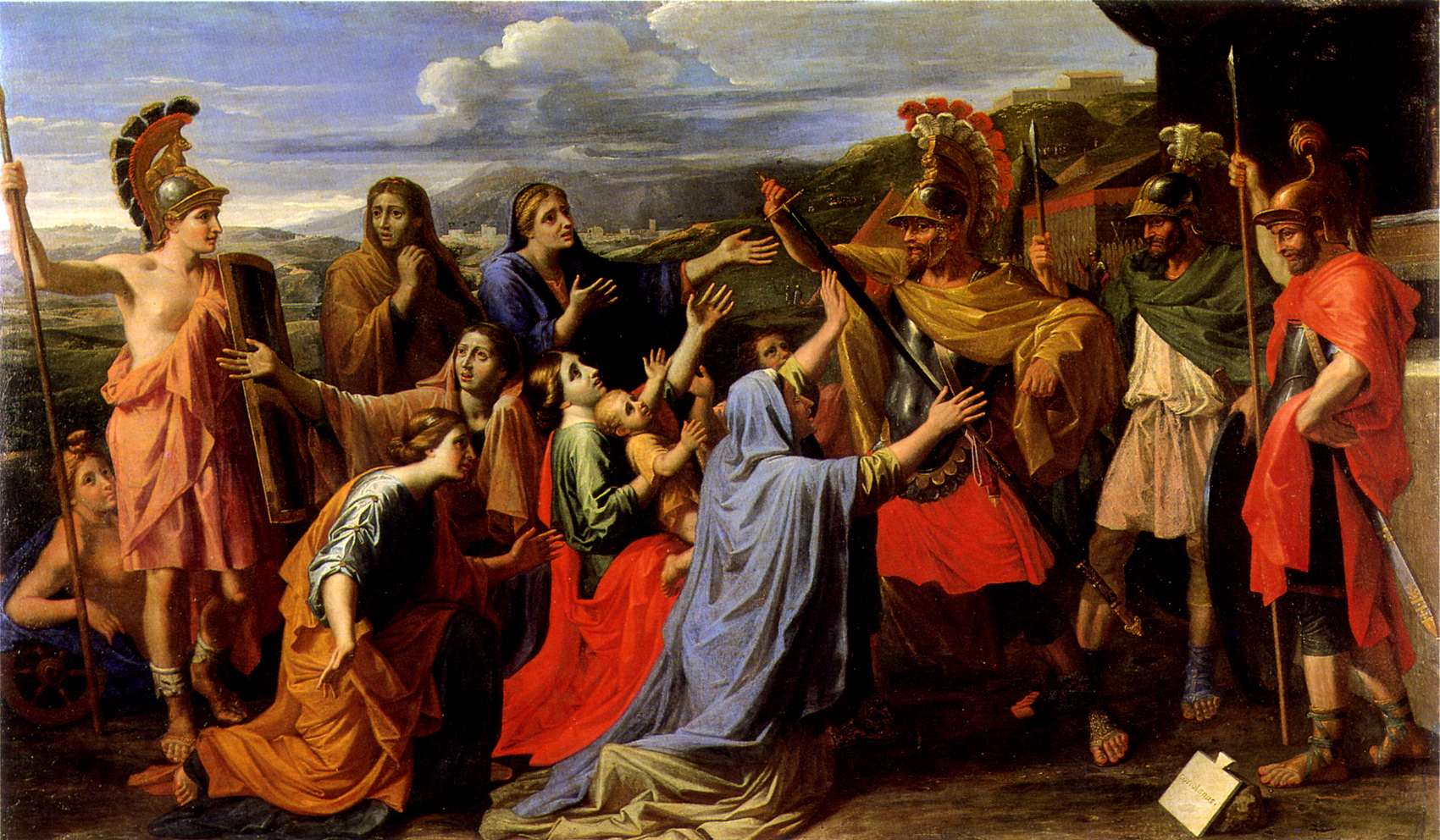
Nicolas Poussin, Coriolan supplié par les siens, Les Andelys, musée Nicolas-Poussin.

Plutarque raconte que Coriolan, méconnaissable sous un déguisement, s’introduit dans la demeure d’un riche aristocrate volsque nommé Attius Tullius Aufidius, et le supplie d’accorder son aide à un fugitif. Il est accueilli avec bienveillance car il est vu comme un allié potentiel contre les Romains, malgré le fait qu'il ait pris et saccagé quelques années plus tôt la ville de Corioles. Il conçoit un plan pour que les Volsques, démoralisés par leur récente défaite et décimés par la peste, reprennent les armes. Attius Tullius Aufidius se rend à Rome durant des Jeux et convainc les consuls de bannir les Volsques de la ville,. Une fois fait, il discourt pour les encourager et se venger de l'affront subi, et rapidement tous les Volsques se soulèvent contre Rome,. Aufidius est, avec l'exilé romain Coriolan, nommé général. Très vite, la colonie romaine de Circeii et plusieurs villes récemment conquises par les Romains tombent entre les mains de l'exilé. En 488 av. J.-C., Coriolan, haïssant Rome et surtout ses tribuns, refuse toute négociation et marche sur Rome,,,. Toutefois, Coriolan cède aux prières de sa mère et de sa femme, et se retire,,,.
Il existe plusieurs versions sur sa mort, dont la plus répandue est qu'il fut mis en accusation par les Volsques et assassiné avant son procès,. Mais Tite-Live signale que Fabius donne une autre version : Coriolan aurait vécu jusqu'à un âge avancé et répétait à la fin de sa vie : « L'exil est bien plus pénible pour un vieillard ». Enfin, Cicéron affirme qu'il se serait suicidé, ne pouvant accepter l'impuissance causée par son isolement.
L'un des leitmotive de la geste de Coriolan est celui de la Fortuna dont il est le favori, et qui l'abandonne à la fin. Il s'oppose clairement au grand Camille, qui fut fidèlement protégé par Mater Matuta (l'Aurore). Les deux personnages sont analysés chez Dumézil.

## Similitudes avec Thémistocle et Alcibiade
Le récit de la rencontre de Coriolan et Aufidius est semblable à un épisode de la vie du Grec Thémistocle, qui est contemporain de Coriolan. Exilé d’Athènes, Thémistocle se rend chez le roi des Molosses Admète, son ennemi personnel. Thémistocle se présente déguisé chez Admète et demande, en tant que fugitif, son assistance, exactement comme Coriolan le fit chez Aufidius. Néanmoins Thémistocle ne se retourna pas contre Athènes comme Coriolan envers Rome.
Plutarque, quant à lui, dans ses Vies des hommes illustres, l'oppose à Alcibiade.

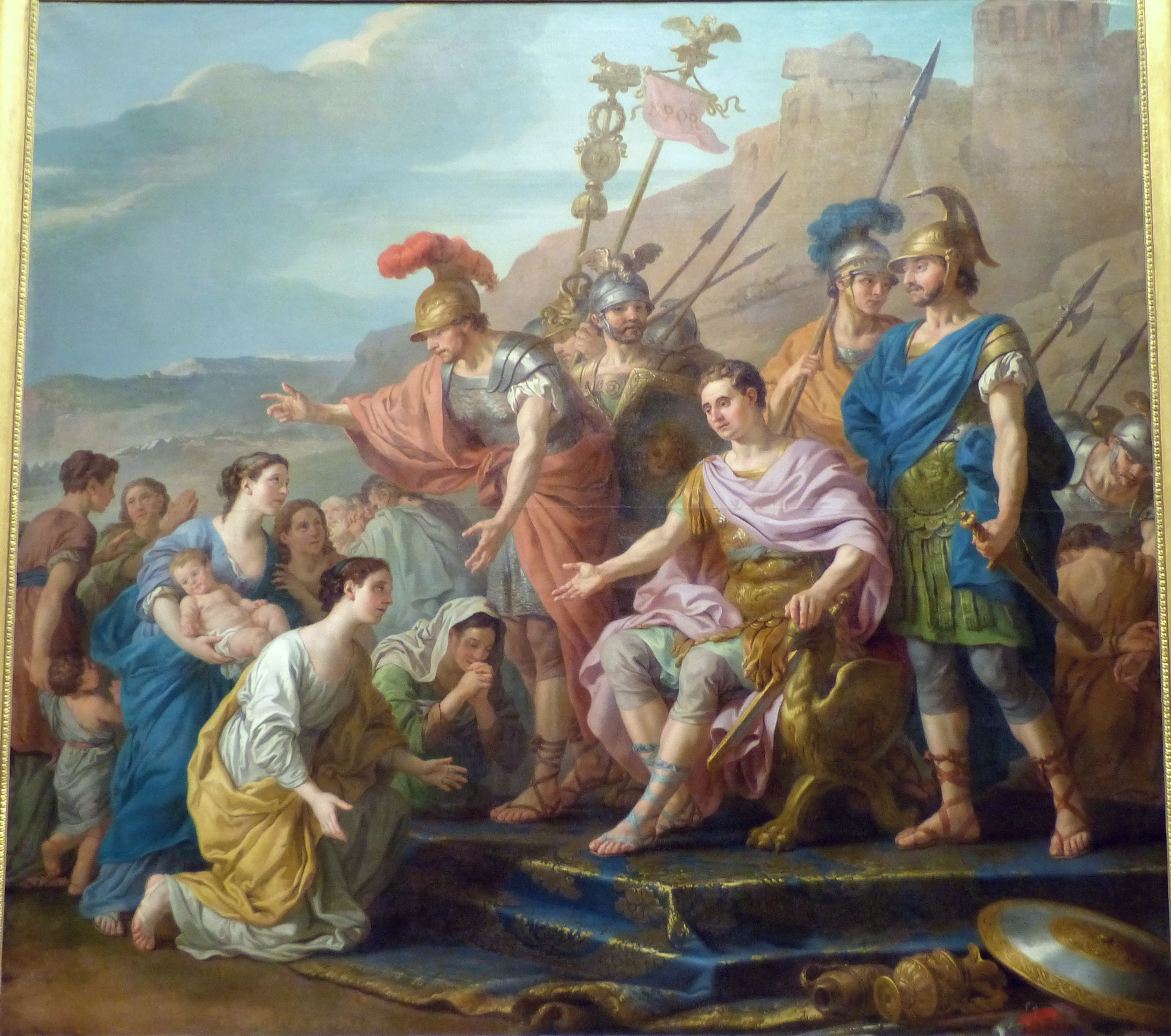
Joseph-Marie Vien, La famille de Coriolan venant le fléchir et le détourner d'assiéger Rome, ap. 1771.

## Dans l'art
- William Shakespeare, Coriolan, pièce de théâtre parue en 1623.
- Gaspard Abeille a écrit une tragédie du même nom en vers en 1676.
- Joseph-Marie Vien (1716-1809) : La famille de Coriolan venant le fléchir et le détourner d'assiéger Rome, après 1771, huile sur toile, Montpellier, musée Fabre.
- Jean De Landtsheer : Coriolan banni de Rome et Coriolan campé devant Rome, peintures exposées au Xe Salon de Gand en 1817[34].
- François-Xavier Dupré (1803-1871), Coriolan chez Tullus le roi des Volsques, 1927, huile sur toile, premier grand prix de Rome, Paris, École nationale supérieure des beaux-arts.
- Henry Singleton, Coriolan fléchi par les prières de sa mère Véturie, tableau interprété en gravure par Jean Thouvenin.Lo Scheggia, L'Histoire de Coriolan, 1460, détail.

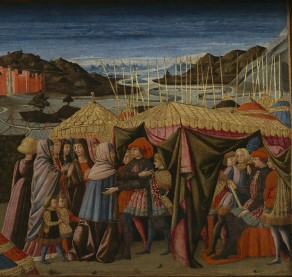
Lo Scheggia, L'Histoire de Coriolan, 1460, détail.

- Beethoven (1770-1827), ouverture Coriolan, composée en 1804.
- Giovanni di ser Giovanni Guidi, dit Le Scheggia (Florence 1406-1486), L'histoire de Coriolan, vers 1465-1465, tempera et or sur bois, 43 × 155 cm, collection Alana, Newark, DE, États-Unis.

- Suzanne Collins, dans Hunger Games : la ballade du serpent et de l'oiseau chanteur paru en 2020 donne le prénom de Coriolanus à Snow, le futur dictateur tyrannique de la république de Panem.